# Parque nacional Prince Albert
El Parque nacional Prince Albert o Príncipe Alberto es un parque nacional Canadiense ubicado en el centro de la provincia de Saskatchewan. Abarca 3874 km². Su ciudad más cercana es Prince Albert. 
Fue declarado parque nacional el 24 de marzo de 1927, Pero su inauguración fue el 10 de agosto de 1928, realizada por el primer ministro William Lyon Mackenzie King. El parque está abierto todo el año, pero es más visitado en el período de mayo a septiembre. La entrada principal del parque está en realidad a 80 kilómetros al norte de Prince Albert, a través de la autopista 2, que entra en el parque en su esquina sureste. El parque tiene una elevación de 488 metros en el lado oeste y de 724 metros en el lado oriental.
Waskesiu es la única ciudad en el parque, situada en la orilla sur del Lago Waskesiu. La mayoría de las instalaciones y los servicios que uno esperaría encontrar en un parque de usos múltiples están disponibles, tales como tiendas de recuerdos, pequeños supermercados, estación de servicio, lavandería, restaurantes, hoteles y moteles, cabañas de alquiler, una pequeña sala de cine, el destacamento de la Real Policía Montada del Canadá (RCMP), sitio para campamentos, muchas playas, zonas de pícnic, pistas de tenis, de bolos y golf sobre hierba verde. El parque también contiene la cabina del naturalista y conservacionista Búho Gris, en el Lago Ajawaan. 
El desarrollo del parque como un destino de recreación ha llevado a la región sureste de los límites del parque, lugares como Lago Christopher, Lago Emma, Playa Sunnyside y Lago Anglin a convertirse en foco turístico. Hasta la creación del Parque nacional de Pastizales en la década de 1980, este Parque nacional fue el único en la provincia.

## Biología
El parque nacional Prince Albert representa la región sur de bosque boreal de Canadá. Se trata de paisajes boscosos entre las cuencas del río Saskatchewan y del río Churchill.
La propia parte sur del parque es predominantemente forestal, con un bosque de saúco, madreselva, rosas y otros arbustos y las aberturas y festucas de los prados de pastos. El Bosque Álamo/ Prado del mosaico en la esquina suroeste del parque es especialmente singular, ya que mantiene un creciente rebaño de más de 400 bisontes de los llanos.
La mayoría del parque está dominado por bosques de coníferas, con la cubierta de pino de Jack y el abeto blanco cada vez más al norte. La población está disminuyendo debido a la pérdida de hábitat consecuencia de la tala de bosques en diversas ocasiones en el parque, pero el núcleo de su hábitat se encuentra fuera del parque hacia el norte. Algunos habitantes son:
- venado de cola blanca
- alce
- lobo

El parque es conocido por sus numerosos lagos. La calidad del agua es alta y las poblaciones de peces robustos, con la excepción de la trucha de lago que se pesca comercialmente por la casi extinción. Una de las mayores colonias de nidos de pelícano blanco es en una zona cerrada para el uso del público en el Lago Lavallee en la esquina noroeste del parque. Las nutrias son vistas con regularidad durante todo el año. El invierno es un buen momento para encontrar nutrias, ya que pasan mucho tiempo alrededor de los parches de aguas abiertas en el Lago Waskesiu.

## Ecosistemas
El bosque boreal se extiende al norte en el Escudo Canadiense, desde las zonas agrícolas del sur de Canadá. Los ecosistemas del Parque nacional Prince Albert son exuberantes y productivos. Durante el cálido y húmedo verano hay abundante vida de insectos y numerosos hongos, el mantenimiento de una notable diversidad de aves boreales y otros animales salvajes. Hay muchos lagos y ríos y una gran variedad de aves acuáticas.

## Galería de fotos

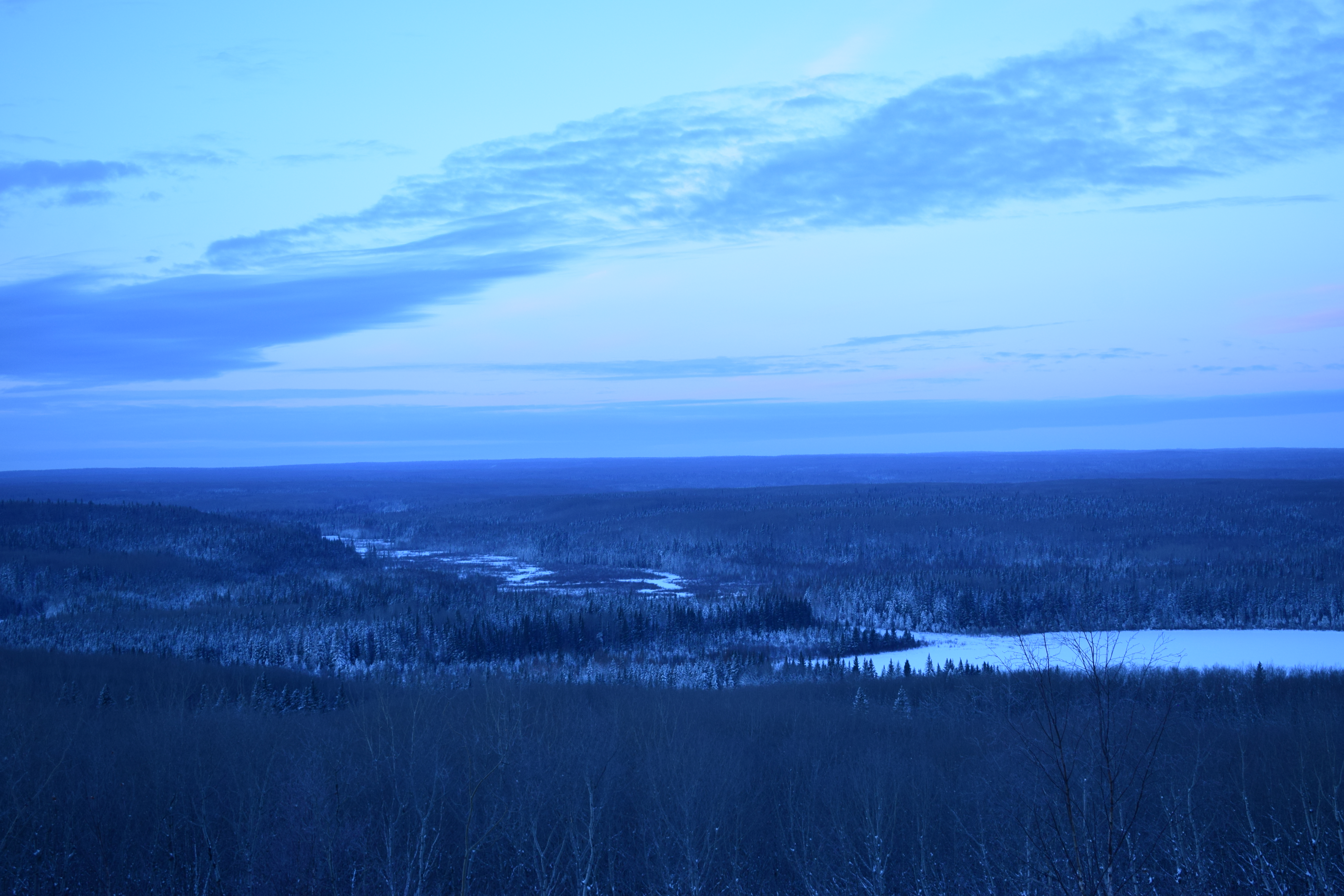
Vista desde una de las torres de observación (Height of Land específicamente) repartidas por el parque.
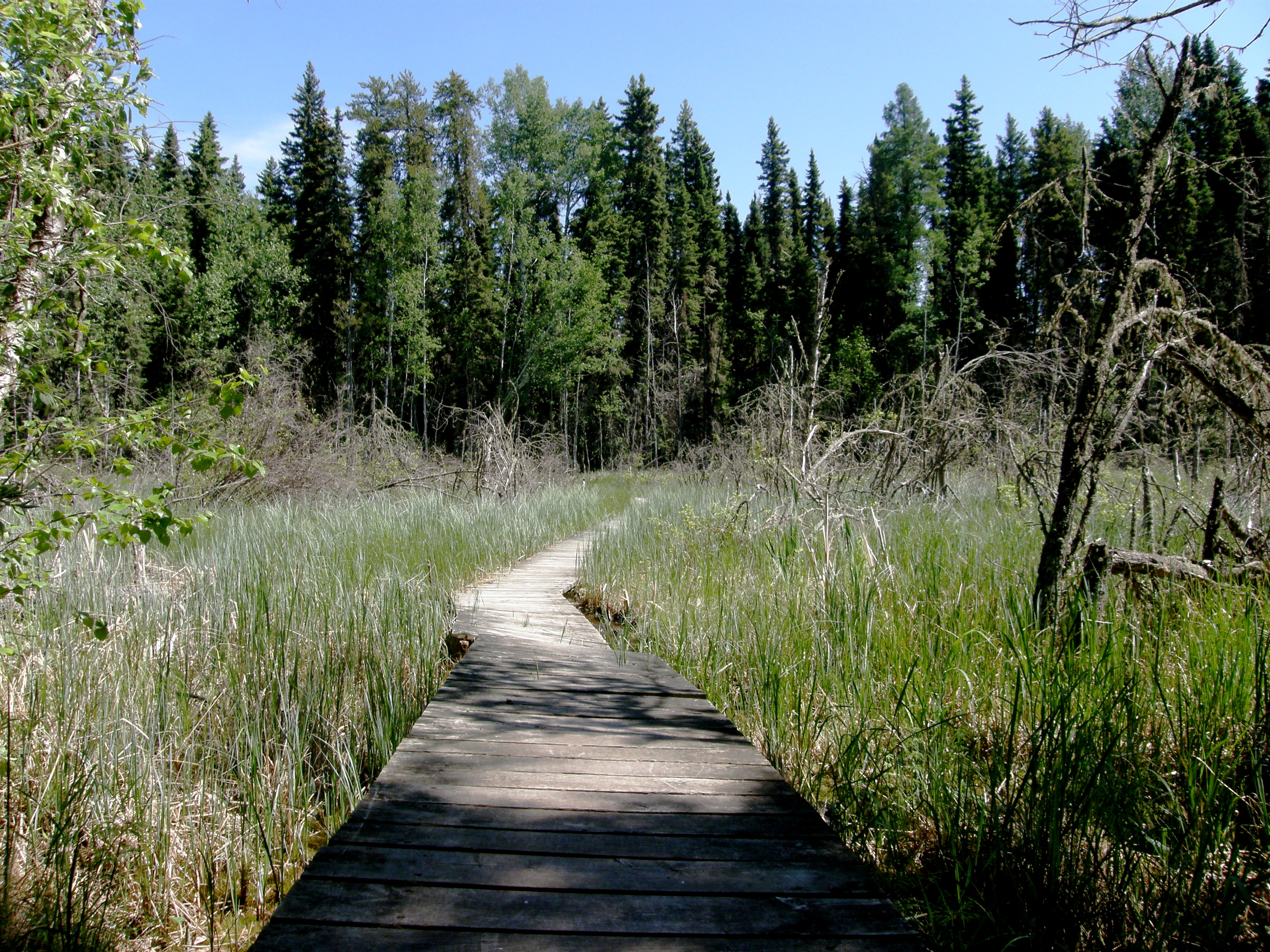
Muchos senderos están preparados para atravesar cuerpos de agua y hacer la travesía más sencilla.
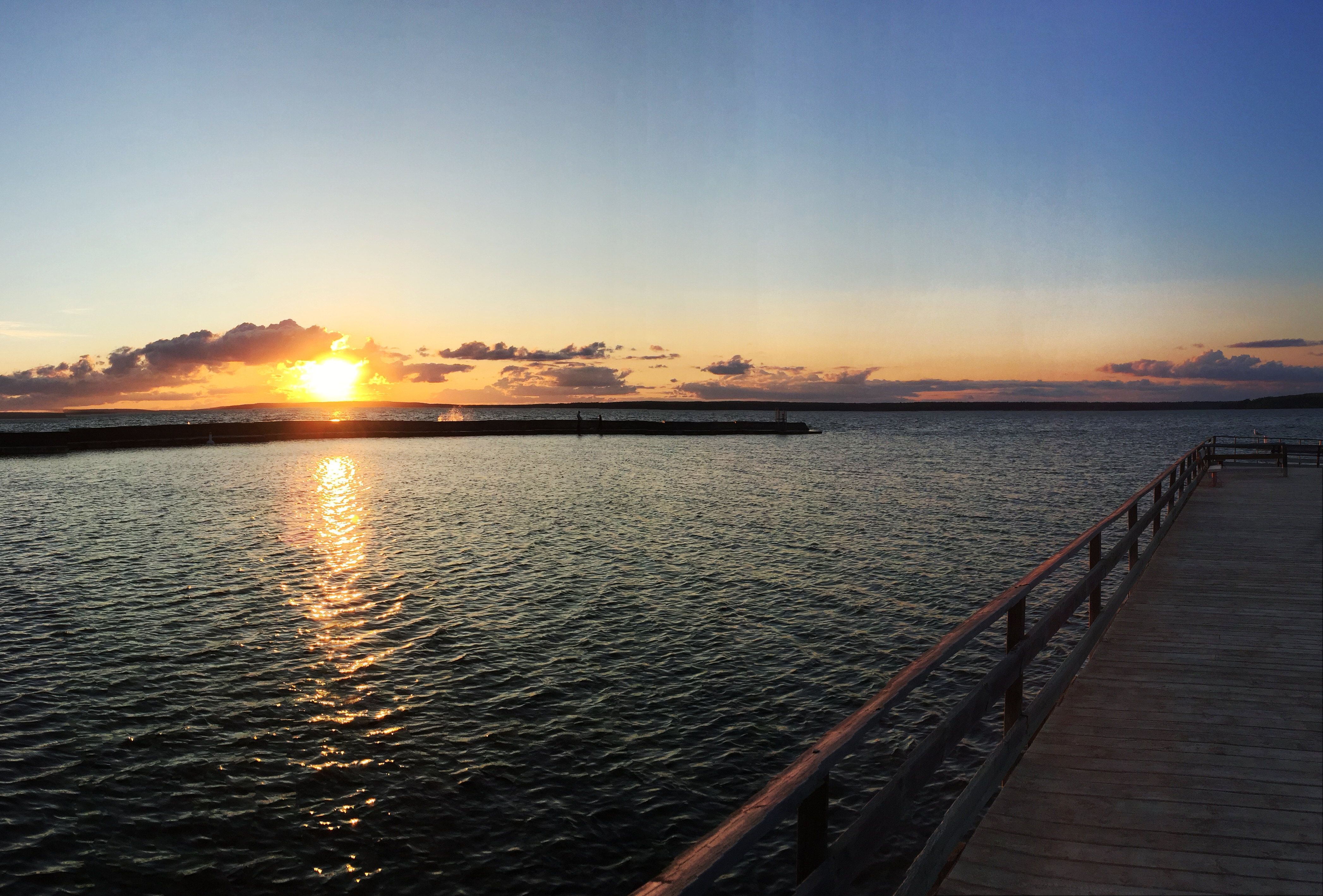
Atardecer desde el embarcadero en la orilla sur del lago Waskesiu
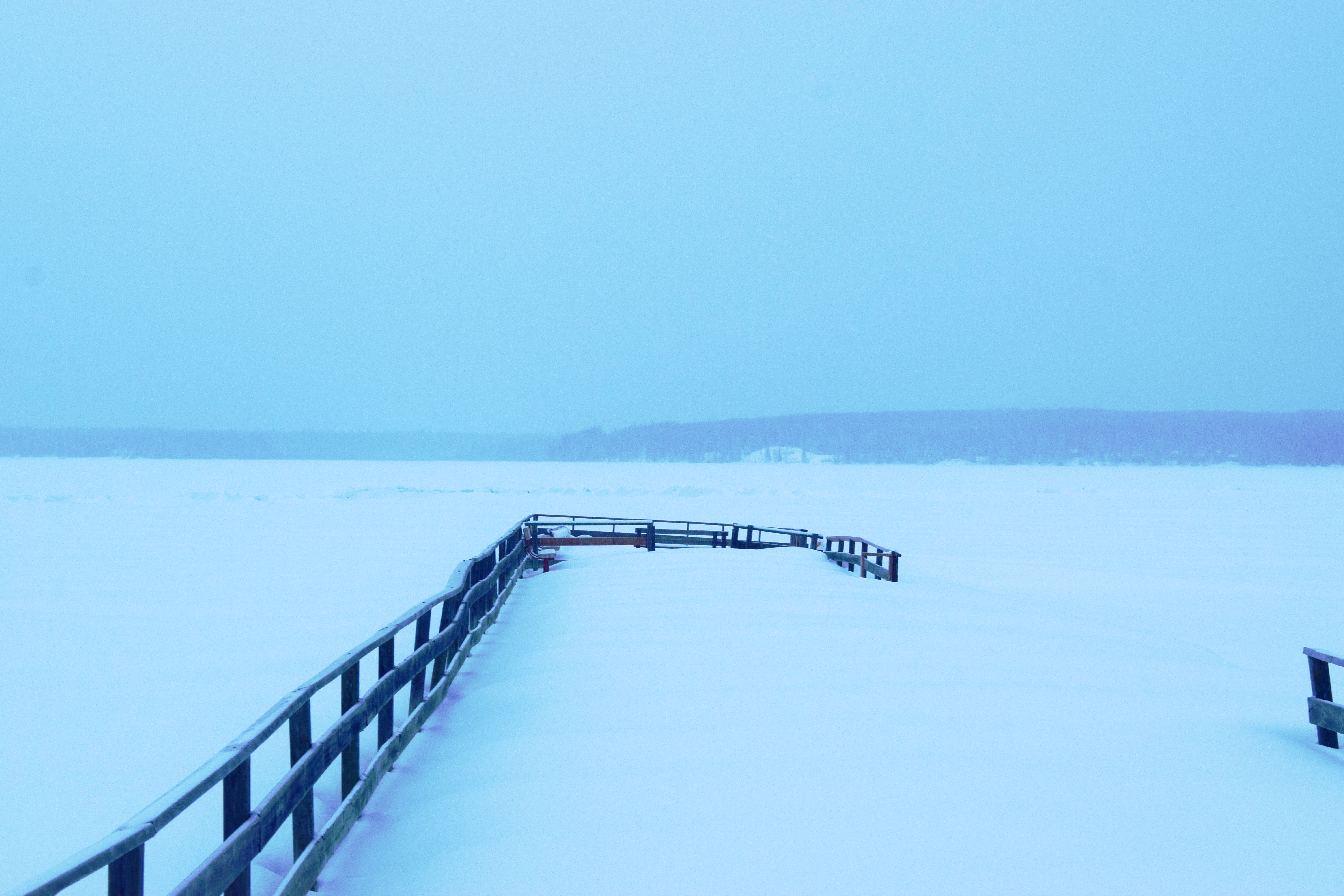
Embarcadero sur del lago Waskesiu completamente nevado.
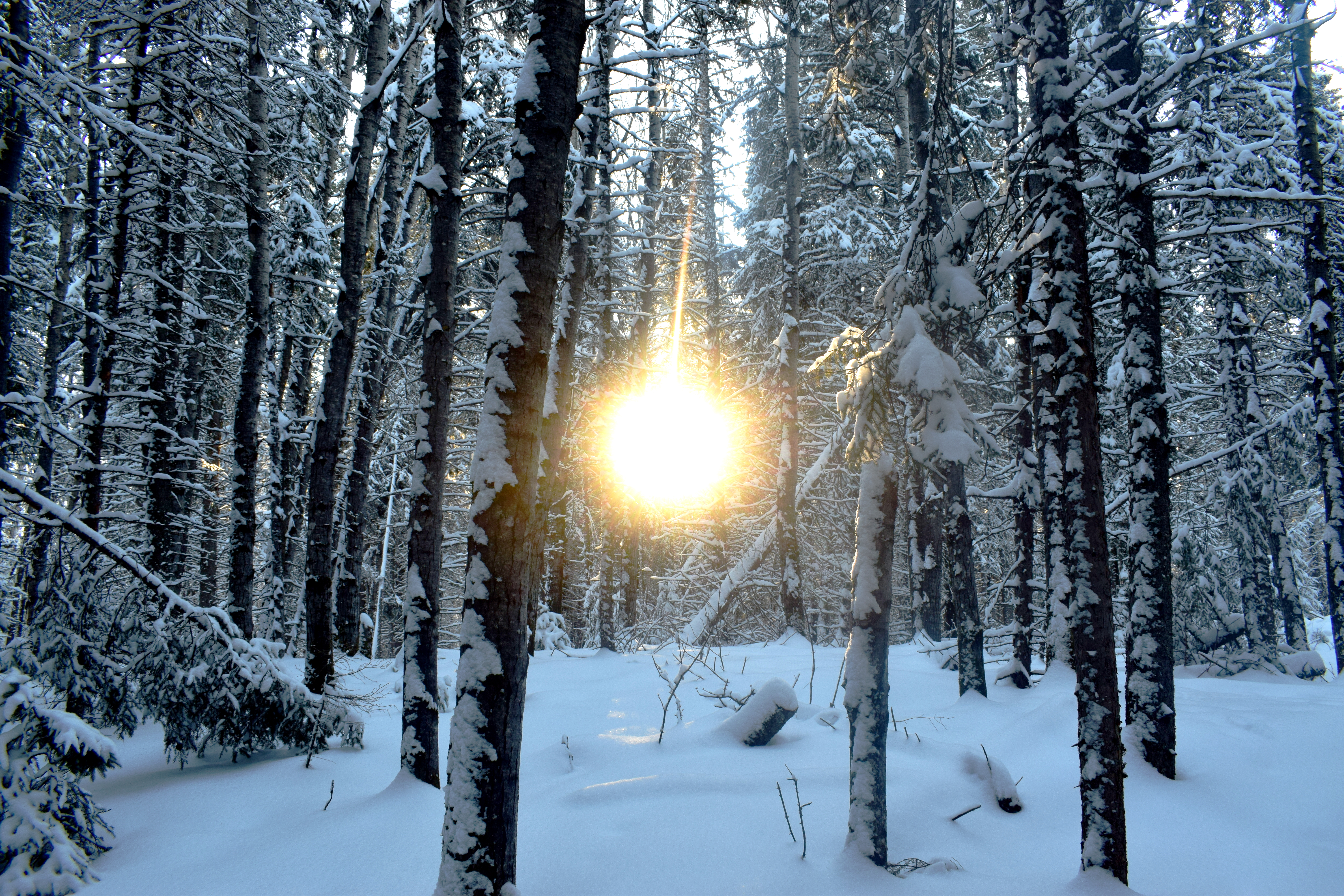
Hay gran cantidad de senderos transitables incluso durante los meses de grandes nevadas.
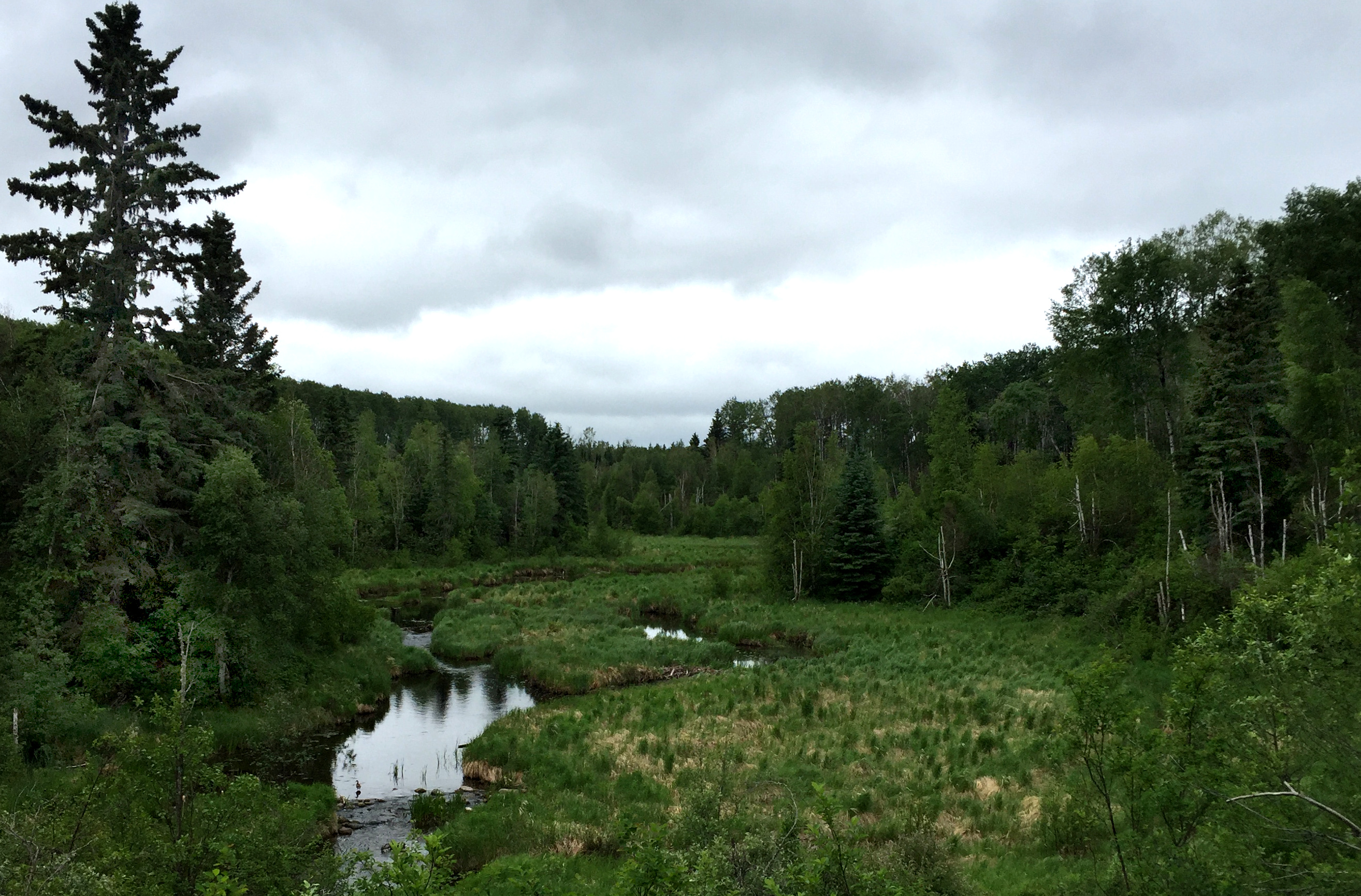
El río Waskesiu alimenta el lago del mismo nombre.

## Fauna
En el parque se pueden encontrar alces, osos negros, zorros colorados, castores, venados, tejones, nutrias, ardillas rojas americanas y lobos. Un rebaño de bisontes recorre las llanuras en el sur del parque, donde se encuentran los pastizales y bosques.

## Actividades
Algunas actividades son:
- Giras
- Picnics
- Senderismo
- Náutica
- Pesca
- Natación
- Kayak/Canoa
- Campamentos
- Ciclismo
- Golf